# Kożuchowo (rejon mieżdurieczeński)
Kożuchowo (ros. Кожухово) – wieś w Rosji, w rejonie mieżdurieczeńskim obwodu wołogodzkiego. W 2010 r. liczyła 17 mieszkańców.